# 高橋タクロヲ
高橋 タクロヲ（たかはし タクロヲ）は、日本のアニメーター、キャラクターデザイナー、アニメ演出家・監督。千葉県出身。
「高橋 タクロウ」、「高橋 拓朗」名義で活動していた時期もある。

## 人物
『王立宇宙軍』そして『トップをねらえ!』と『ふしぎの海のナディア』に影響されアニメ業界への道を志す。専門学校東京デザイナー学院を卒業後、『トップをねらえ!』を制作したGAINAXに入社。その後、動画、原画、そしてフリー作監や演出を経てufotableに参加。以降、2017年までufotableを中心に活動していた。陸上自衛隊に所属していた経験がある。また、愛猫家でもある。
「フタコイオルタナティヴ」、「まなびストレート!」において、当時珍しい役職であった「レイアウトディレクター（レイアウト総作監）」として、グロス回も含む全ての回の監修、全カットの作画を担当。ufotableのレイアウト傾向の基礎を作り上げた。レイアウトには定評があり、ufotable代表の近藤光曰く、ufotableのクオリティの根幹の一人である。

## 参加作品

### テレビアニメ
1996年
- 新世紀エヴァンゲリオン - 動画

1998年
- 剣風伝奇ベルセルク - 原画
- 彼氏彼女の事情（1998年 - 1999年） - 原画
- ジェネレイターガウル - 原画

1999年
- ゴクドーくん漫遊記 - 原画
- それゆけ!宇宙戦艦ヤマモト・ヨーコ - 原画
- 魔法使いTai! - 原画
- 魔術師オーフェン REVENGE - 原画

2000年
- 幻想魔伝 最遊記 - 原画
- サクラ大戦 - 原画
- メダロット魂（2000年 - 2001年） - 原画

2001年
- 魔法戦士リウイ - 原画
- まほろまてぃっく - 絵コンテ、原画

2002年
- 藍より青し - 原画
- アベノ橋魔法☆商店街 - 設定デザイン、原画
- ポケットモンスター
- まほろまてぃっく〜もっと美しいもの〜 - 原画
- ぷちぷり*ユーシィ - 原画
- シスター・プリンセス ～Re Pure～ - 原画
- 花田少年史（2002年 - 2003年） - 原画
- ギャラクシーエンジェルA（2002年 - 2003年） - 作画監督、原画

2003年
- OVERMANキングゲイナー - 原画
- デ・ジ・キャラットにょ - 作画監督
- 住めば都のコスモス荘すっとこ大戦ドッコイダー - 原画、動画
- D.C.～ダ・カーポ～ - 演出

2004年
- NARUTO -ナルト-  - 原画 72話
- 花右京メイド隊 La Verite - オープニング原画
- ニニンがシノブ伝 - 絵コンテ、演出、作画監督

2005年
- フタコイオルタナティブ - レイアウト総作画監督、作画監督、原画
- 機獣創世記ゾイドジェネシス - 原画

2006年
- コヨーテ ラグタイムショー - 作画監督、作監協力、原画

2007年
- がくえんゆーとぴあ まなびストレート! - チーム監督（チームまなび部屋名義、金月龍之介、小笠原篤、平尾隆之と共同）、レイアウトディレクター、レイアウト作画監督、絵コンテ・演出、作画監督、作画監督補、作画監督協力、原画
- DEATH NOTE - 作画監督

2008年
- とらドラ! - 原画

2011年
- Fate/Zero（2011年 - 2012年） - 作画監督、絵コンテクリーンナップ、原画、第二原画

2014年
- Fate/stay night [Unlimited Blade Works]（2014年 - 2015年） - 絵コンテ・演出

2015年
- GOD EATER - 監督補佐（恒松圭と共同）、演出

2016年
- テイルズ オブ ゼスティリア ザ クロス（2016年 - 2017年） - 絵コンテ、演出、作画監督、原画、第2原画、話数設定

2017年
- 活撃 刀剣乱舞 - 演出

### 劇場アニメ
- 新世紀エヴァンゲリオン劇場版 Air/まごころを、君に（1997年） - 動画
- SPRIGGAN（1998年） - 動画
- 人狼（2000年） - 動画
- 空の境界全8章（2007年 - 2010年） - 監督補佐（第5章）、キャラクターデザイン・作画監督（第1章、第2章、第5章、第7章/須藤友徳と共同）、原画（第2章、第6章、第7章）
- 魔女っこ姉妹のヨヨとネネ（2013年） - 副監督、演出、原画

### OVA
- フリクリ（2000年 - 2001年） - 原画
- 蒼い海のトリスティア（2004年） - 原画
- トリコ（2010年） - 原画
- ギョ（2011年） - キャラクターデザイン、作画監督

### ゲーム
- 夏色Celebration（1999年） - キャラクターデザイン、作画監督
- ゴッドイーター アニメPV（2009年）- 原画
- Fate/hollow ataraxia（2014年） – オープニング監督、絵コンテ・演出